# Bäckmyrdammet
Bäckmyrdammet är en sjö eller snarare våtmark i Norsjö kommun i Västerbotten och ingår i Skellefteälvens huvudavrinningsområde.